# 遇見未來
遇見未來，是華語流行音樂創作及演唱組合JS於2004年8月發表的專輯，由華研國際音樂發行。
JS以這張專輯入圍了第16屆臺灣金曲獎最佳重唱組合獎(註：當年由動力火車得獎)；專輯中的主打歌「遇見未來」，曾被臺灣HitFM聯播網選入2004年臺灣百大單曲第52名(註：同年第一名為周杰倫的「七里香」)。

## 專輯資料[2]
專輯名稱: 遇見未來

表演者	: JS(哥哥妹妹GoGo & MeMe)

作曲者	: 陳忠義

發行公司：華研國際音樂

發行日期：2004/08

製作公司: D95華研國際音樂

錄製長度: 45.52

專輯介紹：Justin + Sophia 全創作專輯

專輯類型: 團體演唱專輯

著作類別: 錄音資料

媒體格式: CD

## 專輯曲目
1. JS Adventure (演奏曲)
2. 殺破狼：電視劇仙劍奇俠傳片頭曲
3. 遇見未來：搭配韓劇大長今在臺灣播映，作為片尾曲
4. 蘇菲亞的願望
5. 最遠的位置
6. 寂寞鬧鐘
7. 完美的謊言
8. 命運的重逢[3]：兩人都喜歡日劇大和拜金女，當中主題曲為MISIA主唱的Everything，副歌部分加入「抱きしめで」(紧紧抱着)因此而來。
9. 哲學家
10. 天空的顏色
11. 明天是晴天
12. A New Break Of Dawn (演奏曲)

## 外部連結
樂評遇見未來--MTV音樂頻道 （页面存档备份，存于）